# 星叶蟹甲草
星叶蟹甲草（学名：Parasenecio komaroviana）为菊科蟹甲草属的植物。分布在俄罗斯、朝鲜以及中国大陆的吉林、辽宁等地，生长于海拔850米至2,100米的地区，多生长于林缘或林下，目前尚未由人工引种栽培。

## 别名
星叶兔儿伞

## 异名
- Cacalia komaroviana (Pojark.) Pojark.